# As Dez Mais (álbum de Catedral)
As Dez Mais é uma coletânea musical da banda brasileira Catedral, lançado em fevereiro de 2017 pela gravadora Mess Entretenimento.
A obra traz canções dos álbuns Mais que Amigos = Irmãos (2013) e Música Inteligente - 25 Anos (2015) e foi a primeira coletânea da banda lançada após o suposto fim de sua carreira.

## Faixas
1. "O que não se Pode Explicar aos Normais"
2. "O Nosso Amor"
3. "A Resposta de um Desejo"
4. "Dona do Meu Coração / Tchau"
5. "Estações"
6. "Você É o Meu Amor"
7. "Amo Tanto Amar Você"
8. "Chame a Deus"
9. "Pedro Zé"
10. "O Labirinto de Fausto"